# 埃默尔鲍姆
埃默尔鲍姆是德国莱茵兰-普法尔茨州的一个市镇。总面积2.69平方公里，总人口79人，其中男性40人，女性39人（2011年12月31日），人口密度29人/平方公里。